# Đền Dầm
Đền Dầm là ngôi đền nằm trên địa phận thôn Xâm Dương, xã Ninh Sở, huyện Thường Tín, Hà Nội, Việt Nam. Đền Dầm thuộc cụm di tích có ba ngôi đền nằm kề nhau là: Đền Đại Lộ, Đền Sở và Đền Dầm, nằm ngoài đê sông Hồng và đều thờ nữ thần, Mẫu thần. Đền Dầm thờ Mẫu Đệ Tam Thoải Cung, một trong Tam Tòa Thánh Mẫu theo tâm thức của người Việt, bên cạnh Mẫu Đệ Nhất Thiên Tiên và Mẫu Đệ Nhị Thượng Ngàn.

## Kiến trúc ngôi đền
Đền rộng, kiến trúc cổ, cột gỗ và mái ngói cũ ngả màu thời gian cùng khuôn viên thoáng đãng.
Cổng Đền cao rộng, có ba cửa vào, sáu trụ xây, trên đắp nghê chầu, hoa văn, câu đối tỉ mỉ, tường đắp long mã, nhưng vắng nét cổ xưa. Vôi quét màu vàng, nâu theo lối bây giờ. Sân Đền khá rộng lát gạch. Bên trái chánh điện có gốc đa cổ thụ, theo tài liệu đã 800 năm. Gốc đa có nhiều rễ phụ biến thành gốc như cây đa Tây Thiên.
Chánh điện là một nếp nhà dài, mái ngói vảy cá thô dày (vảy cá xưa mỏng thanh hơn), cột gỗ sơn nâu, năm bậc cấp lên chánh điện láng xi măng. Trong Đền các hương án, bàn thờ đều chạm trổ rất công phu và đều sơn son thếp vàng.

## Truyền thuyết
Công chúa Hoàng Long đầu thai đày xuống thủy cung làm con vua Thủy Tề vì làm vỡ chén ngọc được chàng Liễu Nghị giải oan. Để trả ơn, nàng đã hiện về báo mộng giúp Trần Hưng Đạo đánh thắng giặc ngoại xâm và được vua Trần Nhân Tông phong thần, có chiếu chỉ cho nhân dân đời đời thờ phụng.
Đền hiện nay có 7 sắc phong. Đền có Cổ lầu là một tòa nhà cổ hai tầng, mái hình lục giác; có Nghinh môn với 6 trụ lực lưỡng, uy nghiêm.

## Lễ hội
Lễ hội tại đền Dầm diễn ra vào mùa xuân từ ngày 1 đến 10 tháng 2 âm lịch hàng năm.